# توم رودجرز
توم رودجرز (بالإنجليزية: Tom Rodgers)‏ هو محامي أمريكي، ولد في 28 يوليو 1960.